# Lesetheater
Unter Lesetheater kann man ganz allgemein eine dramaturgische Praxis verstehen, welche „die gelesene Darstellung von Stücken und anderen Texten mit verteilten Rollen als eigenes Paradigma anstrebt“. Die vorgelesenen Texte können, müssen aber nicht Lesedramen sein, d. h. Texte, die von vornherein für Leseaufführungen verfasst wurden. Vom Lesetheater zu unterscheiden ist auch die Lesebühne, d. h. die szenische Lesung selbstverfasster Stücke durch ein festes Ensemble. Zu einer Renaissance des Lesetheaters hat, in Theorie und Praxis, vor allem Rolf Schwendter beigetragen.

## Geschichte
Die Praxis von Leseaufführungen geht vermutlich mindestens auf Seneca zurück. Sie ist in mittelalterlichen Schulen und Klöstern nachweisbar und erlangt eine neue Blüte in den literarischen Salons des 18. und 19. Jahrhunderts. Lesetheater-Aufführungen sind, als Experimentierstätte jenseits des offiziellen Theaterbetriebs, auch im Umfeld des Dadaismus zu finden, ferner, mangels deutschsprachigen Theaterbetriebs, als kulturelle Manifestation unter deutschen Exilanten. Die neuere Geschichte des Lesetheaters im deutschsprachigen Raum beginnt mit der von Rolf Italiaander ins Leben gerufenen Hamburger Lesebühne (1950–1953); hier wurden unaufgeführte Stücke Hamburger Autoren in den Hamburger Kammerspielen von professionellen Schauspielern vorgelesen. Einem anderen Ansatz folgte das Lesetheater der Informellen Gruppe in Wien (ab 1959): an unkonventionellen Spielorten (vorstädtischen Bauruinen, Lager- und Kellerräumen sowie Privatwohnungen) wurden vor allem Texte gelesen, welche im offiziellen Kulturbetrieb nicht vorkamen. Unter dem Einfluss von Rolf Schwendter fortgesetzt und weiterentwickelt wurde diese Tradition im „Offenen Wohnzimmer“ in Kassel (seit 1981) im Ersten Wiener Lesetheater (seit 1990) und im Bremer LitQ (seit 2001).
Eine weitere Variante stellen die Lesemarathons dar, etwa im Rahmen des Open-Ohr-Festivals in Mainz (2000 und 2001).
Eine andere Variante sind die Drehbuch-Lesungen, bei denen Schauspieler unverfilmte Drehbücher vor Publikum lesen (siehe auch Readings).

## Beispiele aus der Praxis

### Informelle Gruppe (Wien)
Für die Informelle Gruppe in Wien war Lesetheater nur ein Beispiel unter anderen selbstorganisierten kulturellen, Aktivitäten (Plattenabende, Dichterlesungen, performanceartige Veranstaltungen, politische-kulturelle Diskussionen etc.). Ihre Struktur beruhte auf drei, ursprünglich von Rolf Schwendter geführten, Listen: einer mit Veranstaltungsvorschlägen, einer mit möglichen Veranstaltungsorten und einer Adressenliste der Interessierten:. Das Lesetheater bestand weit überwiegend aus „spontanen“, ungeprobten Leseaufführungen. Die Teilnehmer kamen zumeist aus dem „intellektuellen Proletariat“ (Schwendter): Schüler, Studierende, angehende Künstler. Insgesamt fanden zwischen 1959 und 1967 „ungefähr 40 Leseaufführungen statt“. Gelesen wurden vor allem Theaterstücke, wobei man sich sowohl an Klassikern, wie Friedrich Schillers Kabale und Liebe versuchte (was aber mit einem Eklat endete), als auch an damals avantgardistischen Stücken von Samuel Beckett, Eugène Ionesco und Pablo Picasso. Der Anteil der Leseaufführungen innerhalb der Aktivitäten der Informellen Gruppe nahm über die Jahre zu, wobei die durchschnittliche Teilnehmerzahl, nach der von Schwendter geführten Statistik, 37,5 betrug.

### Offenes Wohnzimmer (Kassel)
Das Kultur- und Kommunikationszentrum Offenes Wohnzimmer ist nicht subventioniert und existiert aufgrund von Spenden. Es wurde am 17. Juni 1982 mit einer Leseaufführung von Peter Weiss' Marat eröffnet. In den folgenden 18 Jahren kam es zu „weit über 200 Leseaufführungen, die... von 30 bis 40 Personen verantwortet wurden“. Zu den aufgeführten Stücken gehörte: Rainer Werner Fassbinders Der Müll, die Stadt und der Tod (zur Zeit als das Stück in Frankfurt nicht gespielt wurde), Karl Kraus' Die letzten Tage der Menschheit (während des ersten Irak-Krieges), im Übrigen vieles andere von Jean Anouilh über Johann Nestroy bis zu William Shakespeare und Frank Wedekind, aber auch Filmdrehbücher (Woody Allen, Ingmar Bergman, Federico Fellini) und für Leseaufführungen „orchestrierte“ Prosa (James Joyce, Robert Musil, Raymond Queneau, Antoine de Saint-Exupéry, Antonio Tabucchi).

### Erstes Wiener Lesetheater
Das Erste Wiener Lesetheater unterscheidet sich von den vorher genannten dadurch, dass es formal als Verein organisiert ist und seit 1995 „Jahressubventionen durch verschiedene Zweige der öffentlichen Hand“ erhält. Seither ist die Zahl der Leseaufführungen erheblich angestiegen und hat sich auf einem Niveau von knapp hundert pro Jahr stabilisiert. Gleichzeitig wurde jedoch das Dezentralitätsprinzip beibehalten: „Jede lesetheaterinteressierte Person hatte die Möglichkeit, so gut wie jederzeit eine Leseaufführung zu verantworten. Das leitende Dreiergremium konnte (und kann) zwar ein Veto einlegen, hat das aber bislang noch nie getan“. Der Pool der mitlesenden Personen schwankt zwischen 300 und 400; je ein Drittel davon sind Autoren, Schauspieler und sonstige interessierte Personen. Die Dezentralisierung bedeutet auch, dass unterschiedliche Stile des Lesetheaters praktiziert werden: von ungeprobten „spontanen Leseaufführungen“ bis zu einer mehr oder weniger großen Zahl von Proben. Die Zuhörerschaft schwankt im Mittel zwischen 40 und 50 Personen.

### Literarisches Quartier (LitQ), Bremen
LitQ ist der Name eines Freundeskreises literarisch Interessierter in Bremen. Unter diesem Namen finden seit 2001 selbstorganisierte Lesungen/Lesetheater statt. Aus einer Lesung anlässlich des Todes von Hans Carl Artmann entstand eine Praxis in unregelmäßigen Abständen Lesungen durchzuführen, die geeignet scheinen, das offizielle Kulturprogramm zu ergänzen. Fast durchwegs handelt es sich um „spontane Leseaufführungen“ im Sinne von Rolf Schwendter. Jede(r) kann Themen vorschlagen und sich für die Lesung eine „Companie“ zusammenstellen. Die Lesungen finden an unterschiedlichen Orten statt, wobei solche Orte bevorzugt werden, die gratis bespielt werden können. Soweit das Wetter es zulässt, finden Lesungen auch im Freien statt. Die Lesungen sind öffentlich und der Eintritt ist frei. Während diese Lesungen in den Anfängen etwa alle zwei Monate stattfanden, hat sich die Frequenz inzwischen erhöht, sodass man pro Jahr mit zwölf Veranstaltungen rechnen kann. Zweimal im Jahr finden Planungsbesprechungen statt.

### Drehbuch-Lesungen / Readings
Vor Dreharbeiten findet stets eine Leseprobe statt, in der alle Darsteller (ausgenommen Tages-Rollen) in einer szenischen Lesung einmal das gesamte Drehbuch mit der Regie durchlesen und besprechen. Davon inspiriert entwickelten sich Lesungen unverfilmter Drehbücher vor Publikum, häufig in Theater- oder Kinosälen. Ein Trend, der aus den USA (1994–2002 New York Nuyorican Poets Cafe) kam und in Deutschland (1999 bis 2004, Barbarella Entertainment) und Österreich (2005 Rabenhof, ab 2011 Witcraft-Diverse Geschichten) fortgeführt wurde.